# Tripiloppia forsslundi
Tripiloppia forsslundi är en kvalsterart som beskrevs av Hammer 1968. Tripiloppia forsslundi ingår i släktet Tripiloppia och familjen Oppiidae. Inga underarter finns listade i Catalogue of Life.